# Guatlla pintada dorsi-roja
La guatlla pintada dorsi-roja (Turnix maculosus) és una espècie d'ocell de la família dels turnícids (Turnicidae) que habita praderies i aiguamolls de la zona australasiana, a Sulawesi, illes Petites de la Sonda, Moluques, Nova Guinea, Nova Bretanya, Guadalcanal i nord i est d'Austràlia.

## Descripció
La guatlla pintada dorsi-roja és un ocell petit i robust amb les ales de punta rodona i té una cua curta. La llargada varia entre els 12 i els 16 cm. La femella és més gran que el mascle i pesa entre 32 a 51 g i el mascle entre 23 a 39 g. La subespècie T. m. melanotus, que es troba al nord d’Austràlia, té un bec groc pàl·lid, iris groguenc i potes i peus groguencs. La part frontal i la part superior del cap són negrosos fistonats de gris, i el costat del cap, el coll i la gola són de color marró ant, amb un collar parcial de color marró vermellós. Les parts superiors són de color gris pissarra, estretament barrades amb marró vermellós i negre. El plomatge de sota de les ales és de color gris pàl·lid. La part inferior de la gola és de color blanquinós, enfosquint-se a pols al pit i al ventre, amb els costats estan marcats de forma audaç amb taques i fistons. Els sexes són d'aspecte similar, però la femella té un color més viu amb un bec groc més brillant i un collar de color castany més distintiu. Els joves tenen una coloració molt més fosca. Altres subespècies varien lleugerament d'aquesta coloració.

## Distribució
Aquest turnícid és originàri del sud-est asiàtic i Oceania. La seva àrea de distribució s'estén des d'Indonèsia, Papua Nova Guinea, Filipines, les Illes Salomó i Timor Oriental fins a Austràlia.
A Austràlia es distribueix en una franja costanera des del nord-est de l'Austràlia Occidental fins al cap York i cap al sud fins al nord-est de Nova Gal·les del Sud. Habita principalment en prats, boscos i terres conreades. Majoritàriament és un ocell de terres baixes, però la subespècie T. m. giluwensis es pot trobar a més de 2.000 m al centre-est de Nova Guinea. A Austràlia se sol trobar a prop de l'aigua i només prolifera en zones amb almenys 400 mm de pluja a l'estiu, i només és resident a zones amb una precipitació mínima de 800 mm.

## Subespècies
Hi ha catorze subespècies reconegudes.
- Turnix maculosus kinneari
- Turnix maculosus beccarii
- Turnix maculosus obiensis
- Turnix maculosus sumbanus
- Turnix maculosus floresianus
- Turnix maculosus maculosus
- Turnix maculosus savuensis
- Turnix maculosus saturatus
- Turnix maculosus furvus
- Turnix maculosus giluwensis
- Turnix maculosus horsbrughi
- Turnix maculosus mayri
- Turnix maculosus salomonis
- Turnix maculosus melanotus[5]

## Ecologia
La guatlla pintada dorsi-roja és activa principalment al vespre i a la nit. És una espècie que viu a terra i es desplaça sola o en parelles, o en petits grups de fins a cinc aus. Quan es molesta pot quedar-se immòbil o córrer, però poques vegades alça el vol i, quan ho fa, no sol viatjar lluny. No obstant això, es creu que algunes poblacions són parcialment migrades, probablement viatjant de nit; els moviments dels ocells estan poc documentats. S'alimenta de llavors d’herbes i joncs, altres llavors, matèries vegetals verdes i insectes, probablement consumint més preses d'insectes que altres membres del gènere.
La cria té lloc en algun moment entre octubre i juny. El niu es construeix a la base d'una mata d'herba, generalment entre herbes altes en una zona humida. És una pala revestida d'herba, fulles i trossos de fem, i sovint coberta amb herbes properes teixides. Després que la femella ha posat una posta de dos a quatre ous blanquinosos amb taques fosques, el mascle es fa càrrec de la incubació i s'ocupa exclusivament de la cura de les cries; la femella és poliandra en sèrie, cerca un altre mascle i repeteix aquest procés de reproducció.

## Estat
T. maculosus té una distribució molt àmplia i, a part del sud-est d'Austràlia, on es diu que és poc freqüent és una espècie comuna. Es creu que el nombre total d'ocells està disminuint perquè s'està degradant l'hàbitat adequat per a l'ocell, però la població no disminueix a un ritme suficientment ràpid per posar en perill l'ocell i la Unió Internacional per a la Conservació de la Natura n'ha avaluat la conservació. estatus com a "Risc mínim" (LC).